# Sylvio Pirillo
Sylvio Pirillo (Porto Alegre, 26 de julho de 1916 — Porto Alegre, 22 de abril de 1991) foi um futebolista e treinador brasileiro, que atuou como atacante.

## Carreira

### Ínicio
Começou a jogar futebol no Americano de Porto Alegre, sua cidade natal. 

### Internacional
Em 1936, Pirilo foi transferido para o Internacional, clube no qual permaneceu até 1939. Ele escreveu seu nome na história colorada. Seus gols ajudaram o Inter a ganhar o título gaúcho de 1934. Era uma época dominada pelo temível Grêmio de Luiz Carvalho e Oswaldo Rolla, o célebre "Foguinho". Mas o talento de Pirillo ajudou o Colorado a quebrar a hegemonia tricolor e conquistar seu segundo título estadual.
As suas atuações chamaram atenção e o levaram à Seleção Brasileira, mesmo atuando no Rio Grande do Sul, onde ganhou fama até fora do país.

### Peñarol
Após deixar o clube Alvi-Rubro, Pirilo foi contratado pelo Peñarol, o atacante colorado se consagrou nos gramados do mítico estádio Centenário.

### Flamengo
No entanto, Sylvio Pirillo teve maior destaque no futebol carioca, mais especificamente no Flamengo. No rubro-negro, o atacante teve a árdua tarefa de substituir o célebre Leônidas da Silva. Em 1941, Pirillo estabeleceu um recorde que permanece de pé até hoje, sagrando-se artilheiro do Campeonato Carioca com 39 gols (a maior marca anterior era exatamente de Leônidas, com 30).
Pirilo encerrou sua passagem pelo Rubro-negro com 237 jogos, 139 vitórias, 48 empates e 50 derrotas; 208 gols.

### Botafogo
Em 1948, Pirillo chegou ao Botafogo e, no mesmo ano, ajudou o clube a conquistar o Campeonato Carioca, segundo título de futebol do clube após sua fusão. O primeiro havia sido o Torneio Início de 1947. Encerrou a carreira em 1952, no Botafogo, onde iniciou a carreira de treinador, acumulando funções de jogador e treinador.

### Treinador
Após encerrar a carreira de jogador, Sylvio Pirillo se tornou treinador e teve passagens por grandes clubes, com destaque para o Fluminense, onde foi campeão do Torneio Rio-São Paulo de 1957. Foi quem convocou Pelé pela primeira vez para a Seleção Brasileira de Futebol, para disputar a Copa Roca de 1957.
Em 1962, comandou a Seleção Brasileira de Acesso (uma equipe formada somente por atletas que não disputavam a 1ª divisão nacional) no I Campeonato Sul-Americano de Acesso, disputado no Peru.

## Estatísticas

### Clubes
| Ano               | Clube             | Gols |
| ----------------- | ----------------- | ---- |
| 1934              | Americano         | 6    |
| 1935              | Americano         | 3    |
| Total             | Total             | 9    |
| 1936              | Internacional     | 12   |
| 1937              | Internacional     | 15   |
| 1938              | Internacional     | 26   |
| 1939              | Internacional     | 17   |
| 1941              | Internacional     | 1    |
| Total             | Total             | 71   |
| 1939              | Peñarol           | 4    |
| 1940              | Peñarol           | 19   |
| Total             | Total             | 23   |
| 1941              | Flamengo          | 41   |
| 1942              | Flamengo          | 28   |
| 1943              | Flamengo          | 27   |
| 1944              | Flamengo          | 20   |
| 1945              | Flamengo          | 32   |
| 1946              | Flamengo          | 22   |
| 1947              | Flamengo          | 33   |
| Total             | Total             | 203  |
| 1948              | Botafogo          | 15   |
| 1949              | Botafogo          | 8    |
| 1950              | Botafogo          | 7    |
| 1951              | Botafogo          | 10   |
| 1952              | Botafogo          | 2    |
| Total             | Total             | 42   |
| Total na carreira | Total na carreira | 348  |

### Seleção Brasileira
| Ano   | Jogos | Gols |
| ----- | ----- | ---- |
| 1942  | 5     | 6    |
| Total | 5     | 6    |

Expanda a caixa de informações para conferir todos os jogos deste jogador, pela sua seleção nacional.
|    | Data                  | Local                  | Resultado | Adversário | Gol(s) | Competição         |
| -- | --------------------- | ---------------------- | --------- | ---------- | ------ | ------------------ |
| 1. | 14 de janeiro de 1942 | Centenário, Montevidéu | 6–1       | Chile      | 3      | Sul-Americano 1942 |
| 2. | 17 de janeiro de 1942 | Centenário, Montevidéu | 1–2       | Argentina  | 0      | Sul-Americano 1942 |
| 3. | 21 de janeiro de 1942 | Centenário, Montevidéu | 2–1       | Peru       | 0      | Sul-Americano 1942 |
| 4. | 24 de janeiro de 1942 | Centenário, Montevidéu | 0–1       | Uruguai    | 0      | Sul-Americano 1942 |
| 5. | 31 de janeiro de 1942 | Centenário, Montevidéu | 5–1       | Equador    | 3      | Sul-Americano 1942 |

### Seleção Carioca
| Ano   | Jogos | Gols |
| ----- | ----- | ---- |
| 1941  | 6     | 11   |
| 1942  | 6     | 4    |
| 1943  | 4     | 2    |
| Total | 16    | 17   |

Expanda a caixa de informações para conferir todos os jogos deste jogador, pela sua seleção nacional.
|     | Data                   | Local                             | Resultado | Adversário         | Gol(s)                                 | Competição                             |
| --- | ---------------------- | --------------------------------- | --------- | ------------------ | -------------------------------------- | -------------------------------------- |
| 1.  | 28 de maio de 1941     | Laranjeiras, Rio de Janeiro       | 6–5       | São Paulo          | 2                                      | Amistoso                               |
| 2.  | 29 de novembro de 1941 | General Severiano, Rio de Janeiro | 9–0       | Bahia              | 3                                      | Brasileirão de Seleções Estaduais 1941 |
| 3.  | 4 de dezembro de 1941  | Laranjeiras, Rio de Janeiro       | 3–0       | Bahia              | 3                                      | Brasileirão de Seleções Estaduais 1941 |
| 4.  | 10 de dezembro de 1941 | Pacaembu, São Paulo               | 2–4       | São Paulo          | 1                                      | Brasileirão de Seleções Estaduais 1941 |
| 5.  | 14 de dezembro de 1941 | São Januário, Rio de Janeiro      | 4–3       | São Paulo          | 2                                      | Brasileirão de Seleções Estaduais 1941 |
| 6.  | 17 de dezembro de 1941 | São Januário, Rio de Janeiro      | 0–1       | São Paulo          | 0                                      | Brasileirão de Seleções Estaduais 1941 |
| 7.  | 25 de novembro de 1942 | Laranjeiras, Rio de Janeiro       | 3–0       | Rio Grande do Sul  | 0                                      | Brasileirão de Seleções Estaduais 1942 |
| 8.  | 29 de novembro de 1942 | General Severiano, Rio de Janeiro | 6–1       | Rio Grande do Sul  | 3                                      | Brasileirão de Seleções Estaduais 1942 |
| 9.  | 6 de dezembro de 1942  | Pacaembu, São Paulo               | 1–3       | São Paulo          | 0                                      | Brasileirão de Seleções Estaduais 1942 |
| 10. | 10 de dezembro de 1942 | São Januário, Rio de Janeiro      | 1–0       | São Paulo          | 0                                      | Brasileirão de Seleções Estaduais 1942 |
| 11. | 15 de dezembro de 1942 | Pacaembu, São Paulo               | 3–3       | São Paulo          | 1                                      | Brasileirão de Seleções Estaduais 1942 |
| 12. | 20 de dezembro de 1942 | São Januário, Rio de Janeiro      | 3–4       | São Paulo          | 0                                      | Brasileirão de Seleções Estaduais 1942 |
| 13. | 5 de dezembro de 1943  | General Severiano, Rio de Janeiro | 3–0       | align="center"\| 0 | Brasileirão de Seleções Estaduais 1943 |                                        |
| 14. | 8 de dezembro de 1943  | Laranjeiras, Rio de Janeiro       | 4–0       | align="center"\| 1 | Brasileirão de Seleções Estaduais 1943 |                                        |
| 15. | 12 de dezembro de 1943 | Pacaembu, São Paulo               | 1–3       | São Paulo          | Brasileirão de Seleções Estaduais 1943 | 1                                      |
| 16. | 15 de dezembro de 1943 | Pacaembu, São Paulo               | 2–3       | São Paulo          | Brasileirão de Seleções Estaduais 1943 | 0                                      |

## Títulos

### Como jogador
Internacional
- Campeonato Citadino de Porto Alegre: 1936
- Torneio Início de Porto Alegre: 1937, 1938
- Torneio Relâmpago de Porto Alegre: 1939

Peñarol
- Torneo Competencia: 1941

Flamengo
- Campeonato Carioca: 1942, 1943, 1944
- Taça Fernando Loretti: 1945, 1946
- Torneio Início do Campeonato Carioca: 1946
- Torneio Relâmpago: 1943

Botafogo
- Campeonato Carioca: 1948
- Torneio Municipal de Futebol do Rio de Janeiro: 1951
- Torneio Triangular de Porto Alegre: 1951

Seleção Carioca
- Campeonato Brasileiro de Seleções Estaduais: 1943

### Como treinador
Fluminense
- Torneio Rio-São Paulo: 1957

Palmeiras
- Campeonato Paulista: 1963

Seleção Brasileira
- Copa Roca (atual Superclássico das Américas): 1957

Seleção Brasileira de Acesso
- Campeonato Sul Americano de Acesso: 1962

### Artilharias
- Campeonato Carioca de 1941 (39 gols)
- 4.º maior artilheiro do Flamengo (204 gols)
- Artilheiro do Flamengo na década de 1940 (204 gols)
- Artilheiro do Flamengo no ano: 1941 (41 gols), 1942 (28 gols), 1943 (27 gols), 1944 (20 gols), 1945 (32 gols), 1947 (33 gols)
- Jogador com mais gols numa única edição de Campeonato Carioca: 39 gols (1941)